# Mount Zeil
Mount Zeil – szczyt w Górach MacDonnella, na Terytorium Północnym w Australii. Osiąga wysokość 1531 m n.p.m. , co czyni go najwyższą górą tego pasma, terytorium oraz całego kontynentu poza Wielkimi Górami Wododziałowymi i Tasmanią.